# Untitled Goose Game
Az Untitled Goose Game 2019-es logikai videójáték. A játékosnak egy házi lúd bőrébe bújva kell az őrületbe kergetnie egy álmos kis angol falu lakóit, zajt csapni, dolgokat felborítani, parasztot vízbe lökni, a kocsmát elárasztani, kiterített ruhákat lerángatni, gyerek szemüvegét elvenni és kútba dobni, kulcsot lopni. Egyes összetett feladatokat csak több lépésben lehet megoldani.
A játék pozitív értékeléseket kapott. Megjelenése után több országban a Switch digitális eladási listájának első helyén nyitott, még az ugyanazon a napon megjelent The Legend of Zelda: Link’s Awakeninget is maga mögé utasítva. A játékból három hónap alatt több, mint egymillió példányt adtak el.